# 玉井優子
玉井 優子（たまい ゆうこ）は、日本の経済産業官僚。元広島県副知事。広島県出身。東京大学卒業。

## 来歴
広島県広島市中区出身。広島大学附属中学校・高等学校卒業。1999年、東京大学教養学部卒業後、4月に通商産業省入省。主に産学官連携、基準認証政策、通商政策を担当。
2016年、経済産業省製造産業局国際プラント・インフラシステム・水ビジネス推進室長。
2018年、同局産業機械課長。
2021年、通商政策局通商機構部参事官。
2022年7月1日、広島県政史上初の女性の副知事に就任。
2023年5月に広島市で開催される先進7カ国首脳会議（G7サミット）を担当する。
2025年4月1日、経済産業省経済産業政策局地域経済産業政策調整官。
2025年7月1日、製造産業局総務課長。

## 人物
- 広島市中区出身[8]。
- 広島大付属中・高（広島市南区）卒業。
- 生まれた時からカープファン[8]。
- 趣味はゴルフと山歩き[8]。